# Filippinerne ved sommer-OL 1928
Filippinerne deltager i Sommer-OL 1928. Fire sportsudøvere fra Filippinerne, alle mænd, deltog i to sportsgrene, atletik og svømning, under Sommer-OL 1928 i Amsterdam. Filippinerne kom på en 32. plads med en bronzemedalje.

## Medaljer
| 1928         | Guld | Sølv | Bronze | Total |
| Filippinerne | 0    | 0    | 1      | 1     |

## Medaljevindere
| Filippinerne under OL 1928 i Amsterdam | Filippinerne under OL 1928 i Amsterdam | Filippinerne under OL 1928 i Amsterdam | Filippinerne under OL 1928 i Amsterdam |          |
| Medaljer                               | Udøver                                 | Sport                                  | Øvelse                                 | Resultat |
| -------------------------------------- | -------------------------------------- | -------------------------------------- | -------------------------------------- | -------- |
| Bronse                                 | Teofilo Yldefonso                      | Svømning                               | 200 meter bryst                        | 2.56,4   |